# René Lavaud
René Lavaud (* 1874 in Hautefort, Département Dordogne; † 1955 in Saint-Raphaël, Département Var) war ein französischer Romanist und Okzitanist.

## Leben und Werk
Lavaud war Agrégé de lettres und Gymnasiallehrer im Lycée Buffon in Paris. Er war ab 1920 Majoral des Félibrige.
In Hautefort trägt ein Platz seinen Namen. Am Rathaus ist eine Gedenkplakette angebracht.

## Werke (Auswahl)
- Les Troubadours cantaliens : XII-XIVe siècles. Notes complémentaires critiques et explicatives, Aurillac 1910, Genf 1978
- (Hrsg.) Les poésies d'Arnaut Daniel.  Réédition critique d'après Canello, avec trad. française et notes, Toulouse  1910, Genf 1973, 2013
- (Hrsg.) Les trois troubadours de Sarlat : Aimeric, Giraut de Salignac, Elias Cairel. Texte et traduction des 24 poésies conservées, Périgueux  1912
- (Hrsg.) Jean Audiau, Nouvelle anthologie des troubadours, Paris 1928
- (Mitarbeiter) Robert Benoit, Abrégé de grammaire périgordine, Périgueux 1932
- (Hrsg. mit Georges Machicot) Boecis. Poème sur Boèce (fragment). Le plus ancien texte littéraire occitan, Toulouse  1950
- (Hrsg.) Poésies complètes du troubadour Peire Cardenal (1180-1278),  Toulouse 1957
- (Hrsg. und Übersetzer mit René Nelli) Les troubadours, 2 Bde., Paris 1960–1966, 1978, 2000; hrsg. von Henri Gougaud, 2009